# Gorno Kamarți, Sofia
Gorno Kamarți (în bulgară Горно Камарци) este un sat în comuna Gorna Malina, regiunea Sofia,  Bulgaria. 

## Demografie
Componența etnică a satului Gorno Kamarți
     Romi (45,32%)
     Bulgari (42,05%)
     Nicio identificare (12,61%)
     Altele (0%)
La recensământul din 2011, populația satului Gorno Kamarți era de 214 locuitori. Nu există o etnie majoritară, locuitorii fiind romi (45,32%) și bulgari (42,05%). Pentru 12,61% din locuitori nu este cunoscută apartenența etnică.